# Československý časopis pro fyziku
Československý časopis pro fyziku je časopis vydávaný Fyzikálním ústavem Akademie věd České republiky.

## Motto
„Fysikové nejen pro sebe, ale snad i k užitku pracovníků příbuzných oborů učinili během roku 1968 pokus přetvořit si tento časopis po obsahové i formální stránce v živé a potřebné periodikum, které by plnilo nejméně dvě úlohy najednou: 
- úlohu informátora dobré odborné úrovně, jenž si přitom zakládá na tom, že se vyjadřuje srozumitelně,
- a úlohu prostředníka a mluvčího, který se uchází o důvěru pracovníků, jimž není lhostejná ani fysika ani budoucnost této země.“

(Redakce, Čs. čas. fys. A, 19 (1969), propagační nulté číslo.)

## Historie
První číslo Československého časopisu pro fysiku vyšlo 30. 6. 1951 rozdělením Časopisu pro pěstování mathematiky a fysiky, který byl vydáván Jednotou českých matematiků a fyziků od roku 1872. Po určitou dobu vycházel Československý časopis pro fysiku (Sekce A) paralelně s mezinárodním časopisem Czechoslovak Journal of Physics (Section B), který měl zcela vědecké poslání. Samostatná redakce Československého časopisu pro fyziku byla založena až v roce 1967.
Časopis přináší hlavně přehledové referáty uvádějící nové výsledky zasazené do širšího kontextu, srozumitelné i čtenářům s různým vzděláním a odbornou praxí. Dále časopis nabízí aktuality, zprávy, recenze knih, rozhovory, články z historie fyziky, otázky a náměty k nejrůznějším tématům, informace pro mládež a pedagogy aj. Všechny příspěvky podléhají odborným recenzím.
Velké zásluhy si jako vedoucí redaktor časopisu v letech 1968 až 1974 získal doc. Zdeněk Málek (*11. 5. 1930 - †1. 5. 1984). Jeho dílem byly zásadní změny v koncepci a struktuře časopisu. Svým nadšením i podnětným a důsledným vedením redakčního kruhu, který sám založil, dosáhl nebývalého ohlasu časopisu mezi fyziky i v širší čtenářské obci. Právě tehdy se v časopisu začaly kromě referativních článků tisknout i aktuality a další typy příspěvků, které přispívají k tomu, že se časopis stal atraktivním pro poměrně široký okruh čtenářů. Díky žluté obálce začal být mezi čtenáři znám jako „Žlutý časopis“ a tato přezdívka mu zůstala dodnes.
V roce 1993 se časopis zvětšil na formát A4 a koncem roku 2001 získal novou grafickou úpravu. Po typografické stránce dnes představuje zcela novou kvalitu nesrovnatelnou s obdobím 70. a 80. let minulého století poznamenaným různými ekonomicko-politickými restrikcemi. Nová redakce obnovila mnohé z tradičních rubrik a zavedla i některé nové, např. rubriku věnovanou dění ve fyzice na středních a vysokých školách nebo Svět fyziky, ve které se objevovaly medailony významných osobností z dějin fyziky, historické statě či se představovala významná fyzikální pracoviště. Od téhož roku lze Československý časopis pro fyziku nalézt i na internetu.
V roce 2008 došlo k dalším změnám jak ve složení redakce, tak i ve formě a obsahu samotného časopisu. Časopis se prezentuje modernějším designem a k dispozici je také jeho on-line internetová verze. Jednotlivá čísla jsou tematicky orientována a sestavují je tzv. oboroví redaktoři z řad předních českých i slovenských fyziků. Začátkem roku 2014 byl Československý časopis pro fyziku (ve své tištěné i elektronické verzi) nově zařazen do aktualizovaného Seznamu recenzovaných neimpaktovaných periodik vydávaných v ČR. Autoři článků publikovaných v tomto časopisu tím mají možnost zařadit své publikační výstupy do Rejstříku informací o výsledcích.

## Redakční rada
- prof. RNDr. Jan Valenta, Ph.D., Praha (šéfredaktor ČČF od 1.1.2018)
- Ing. Libor Juha, CSc. (šéfredaktor ČČF v letech 2008 - 2017, včetně), Praha
- Prof. Ing. Ivo Čáp, CSc., Žilina
- Prof. RNDr. Pavel Demo, CSc., Praha
- RNDr. Antonín Fejfar, CSc., Praha
- RNDr. Ivan Gregora, CSc., Praha
- RNDr. Jan Kříž, Ph.D., Hradec Králové
- Prof. RNDr. Petr Kulhánek, CSc., Praha
- Ing. Štefan Lányi, DrSc., Bratislava
- Doc. Ing. Martin Orendáč, CSc., Košice
- Doc. RNDr. Fedor Šimkovic, PhD., Bratislava
- RNDr. Aleš Trojánek, PhD., Velké Meziříčí
- Mgr. Eva Klimešová, Ph.D., Praha
- prof. RNDr. Jana Musilová, CSc., Brno

## Oboroví redaktoři
- Prof. RNDr. Pavel Cejnar, Dr., Praha – oborový redaktor pro teoretickou jadernou fyziku
- Mgr. Michal Fárník, Ph.D., Praha – oborový redaktor pro fyziku klastrů
- Prof. Ing. Jiří Limpouch, CSc., Praha – oborový redaktor pro fyziku vysokoteplotního plazmatu a inerciální termojadernou syntézu
- Prof. RNDr. Peter Lukáč, DrSc., Bratislava – oborový redaktor pro fyziku nízkoteplotního plazmatu a plazmové technologie
- RNDr. Jan Mlynář, Ph.D., Praha – oborový redaktor pro fyziku vysokoteplotního plazmatu a termojadernou syntézu (magneticky zachycené plazma)
- RNDr. Karel Rohlena, CSc., Praha – oborový redaktor pro fyziku vysokoteplotního plazmatu a inerciální termojadernou syntézu
- Prof. RNDr. Patrik Španěl, Dr. rer. nat., Praha – oborový redaktor pro molekulovou fyziku
- Doc. RNDr. Jan Valenta, Ph.D., Praha – oborový redaktor pro fyziku a spektroskopii pevných látek a pro nanotechnologie
- Prof. RNDr. Vladimír Vetterl, DrSc., Brno – oborový redaktor pro molekulární a buněčnou biofyziku
- RNDr. Vladimír Wagner, CSc., Řež u Prahy – oborový redaktor pro experimentální jadernou fyziku